# Vlhká lúka pri Červeňanoch
Vlhká lúka pri Červeňanoch este o arie protejată (arie specială de conservare — SAC, sit de importanță comunitară — SCI) din Slovacia întinsă pe o suprafață de 4,46 ha, integral pe uscat.

## Localizare
Centrul sitului Vlhká lúka pri Červeňanoch este situat la coordonatele 48°36′26″N 20°06′26″E / 48.607103°N 20.107207°E.

## Înființare
Situl Vlhká lúka pri Červeňanoch a fost declarat sit de importanță comunitară în decembrie 2021.

## Biodiversitate
Situată în ecoregiunea alpină, aria protejată conține 1 habitat natural: Fânețe de joasă altitudine (Alopecurus pratensis, Sanguisorba officinalis).
La baza desemnării sitului se află o specie protejată de  nevertebrate: Maculinea teleius.